# Anna Pawlowna Pawlowa

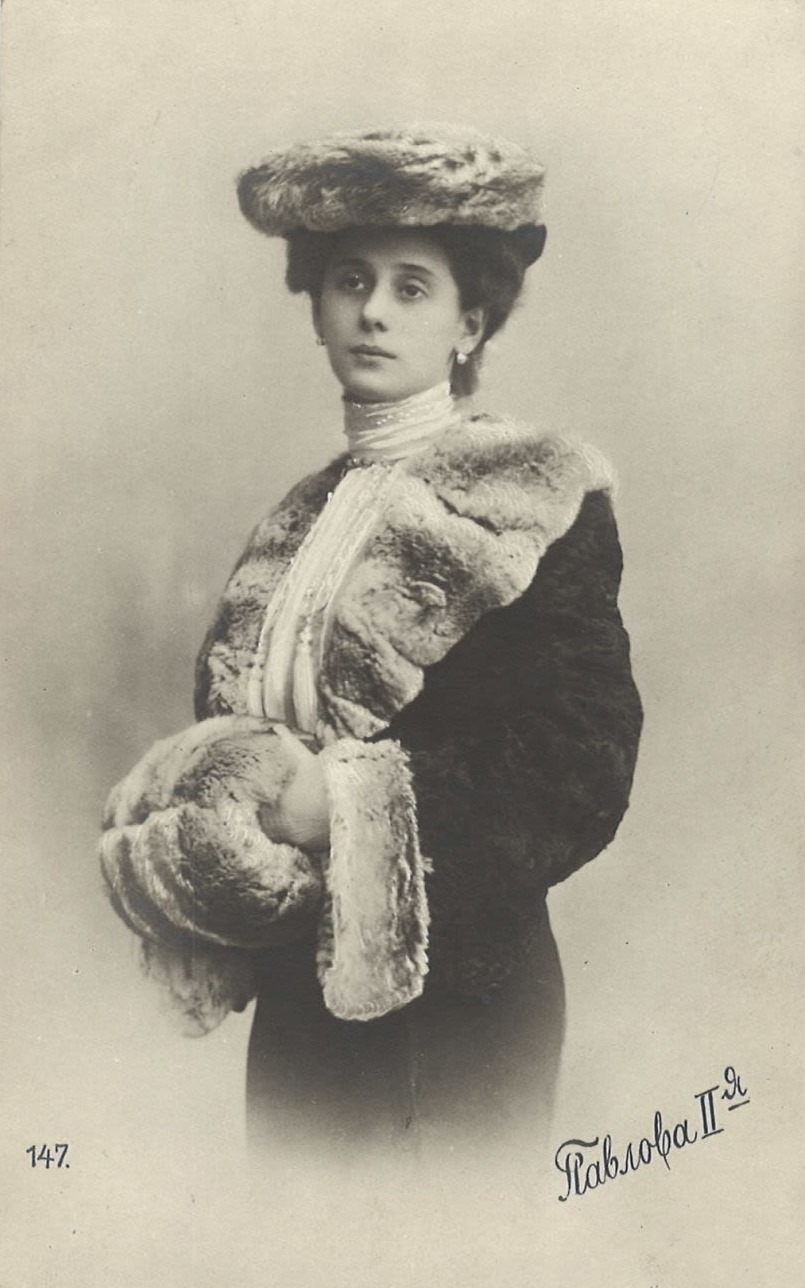
Anna Pawlowa 1905

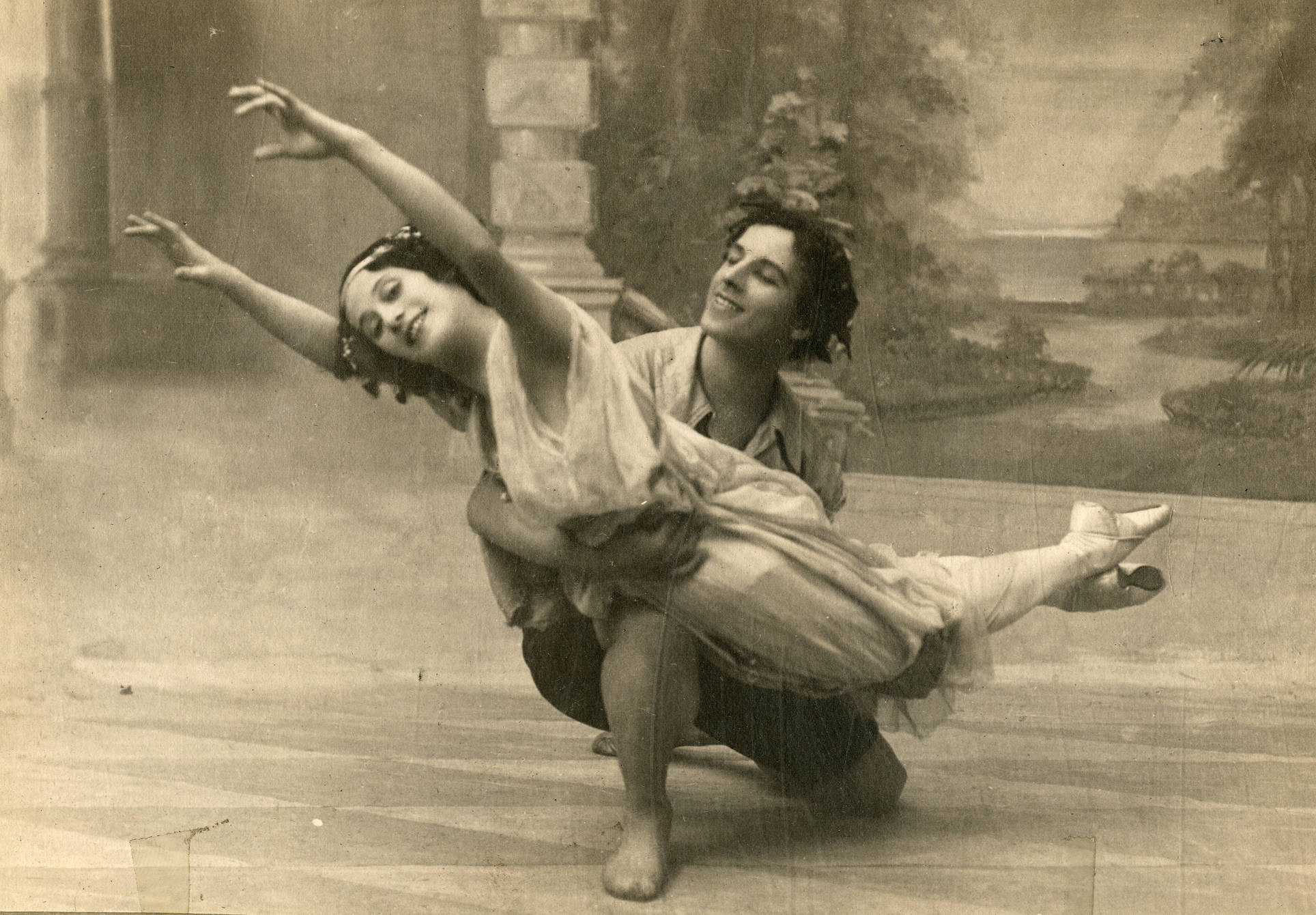
Anna Pawlowa und Michael Mordkin 1910

Anna Pawlowna Pawlowa (Анна Павловна Павлова, eigentlich russisch Анна Матвеевна Павлова Anna Matwejewna Pawlowa, in westlichen Sprachen oft Anna Pavlova transkribiert; * 31. Januarjul. / 12. Februar 1881greg. in Sankt Petersburg; † 23. Januar 1931 in Den Haag) war eine russische Meistertänzerin des klassischen Balletts.

## Leben
Anna Pawlowa besuchte die Petersburger Theaterfachschule, wo sie unter anderem eine Schülerin von Jekaterina Wasem war. Ab 1899 gehörte sie zum Ensemble des dortigen Mariinski-Theaters. Sie tanzte Hauptrollen in Der Nussknacker, Raimonda, Giselle, La Bayadère, Paquita, La Fille du Pharaon, Harlequinade u. a. Unter Michel Fokine tanzte sie größere Partien, u. a. in Les Sylphides und Ägyptische Nächte. 1907 inszenierte Fokine für sie das bekannte Solo Der sterbende Schwan.

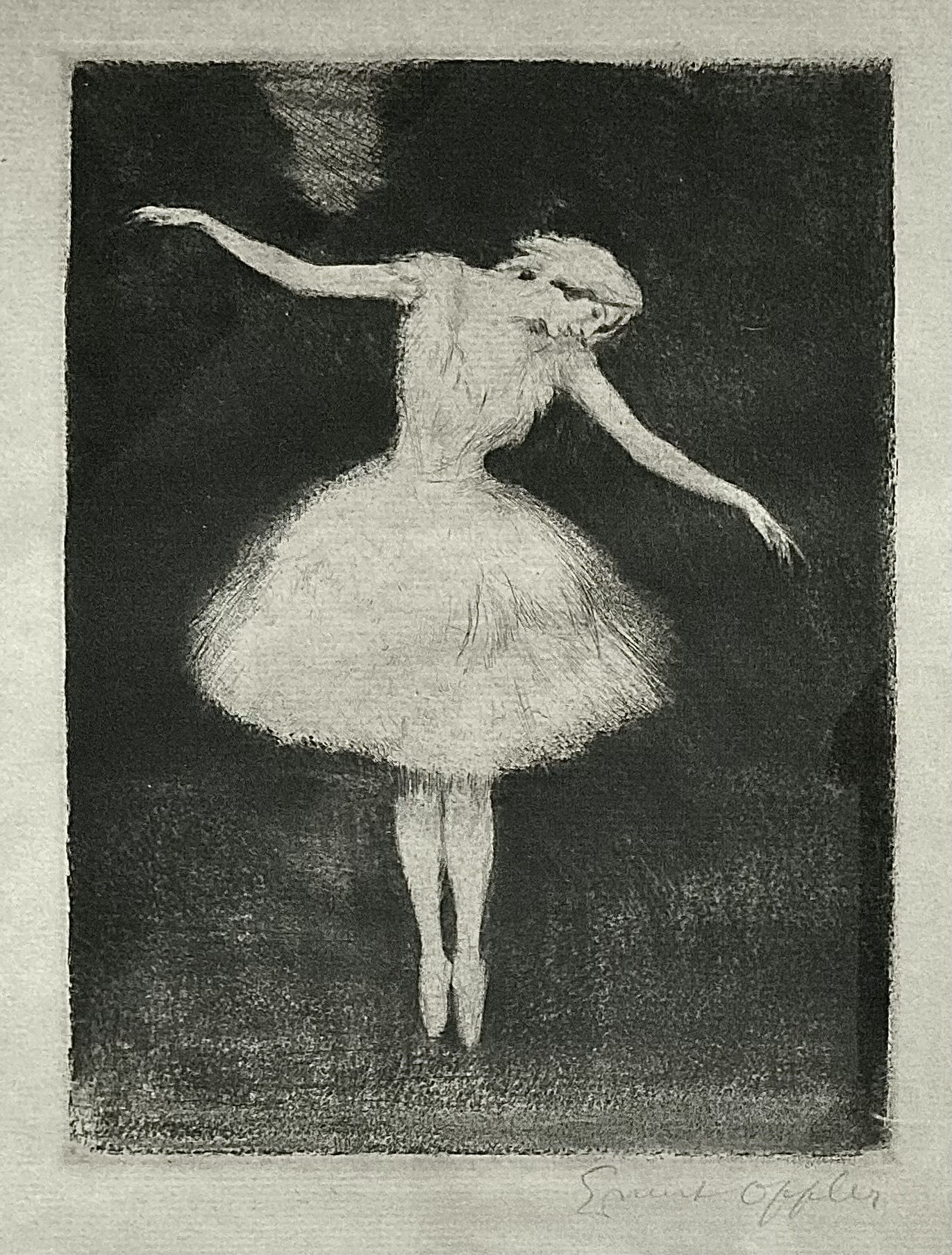
Anna Pawlowa, Sterbender Schwan im Ballett „Schwanensee“, Ernst Oppler, um 1912, Privatsammlung F.W. Wien

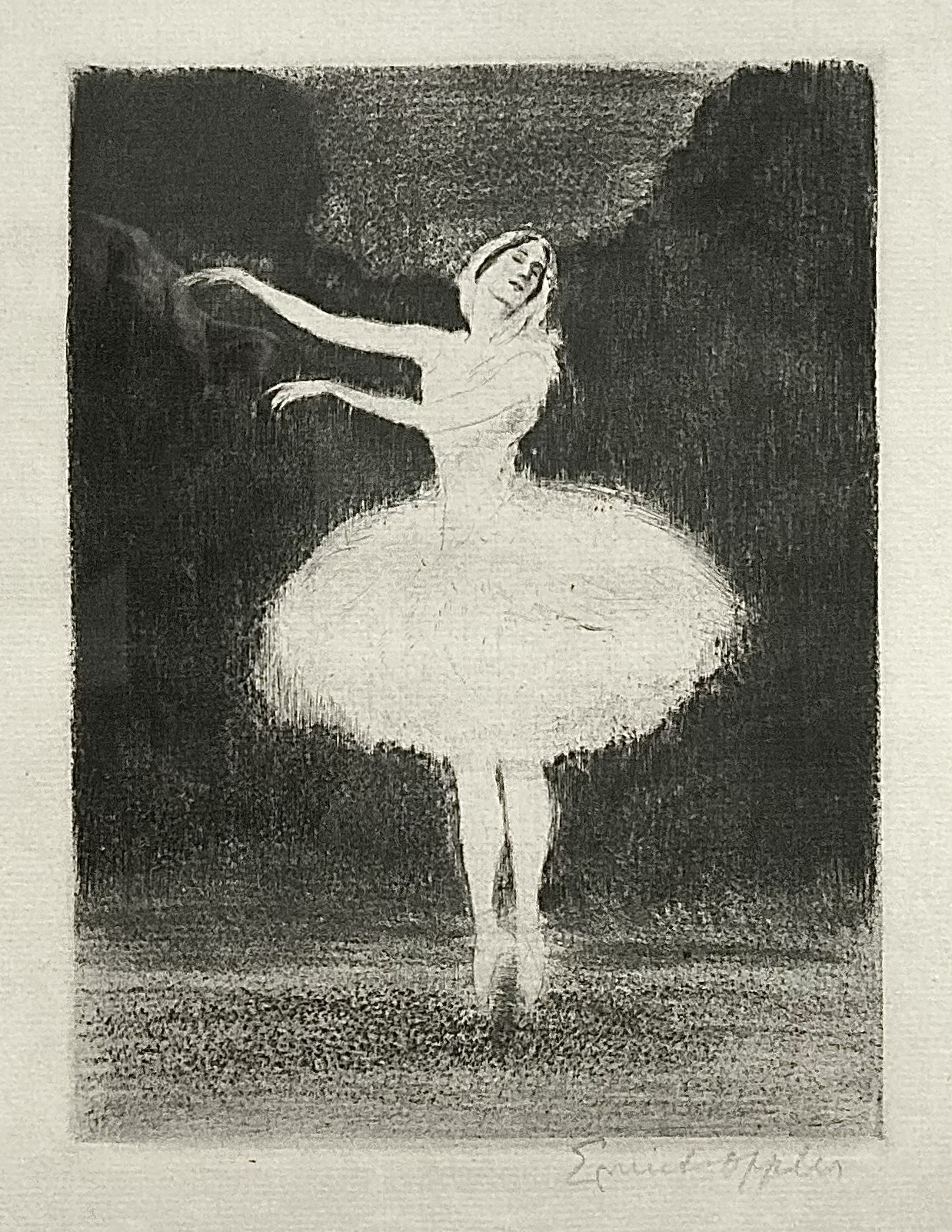
Anna Pawlowa, Sterbender Schwan im Ballett „Schwanensee“, Ernst Oppler, um 1912, Privatsammlung F.W. Wien

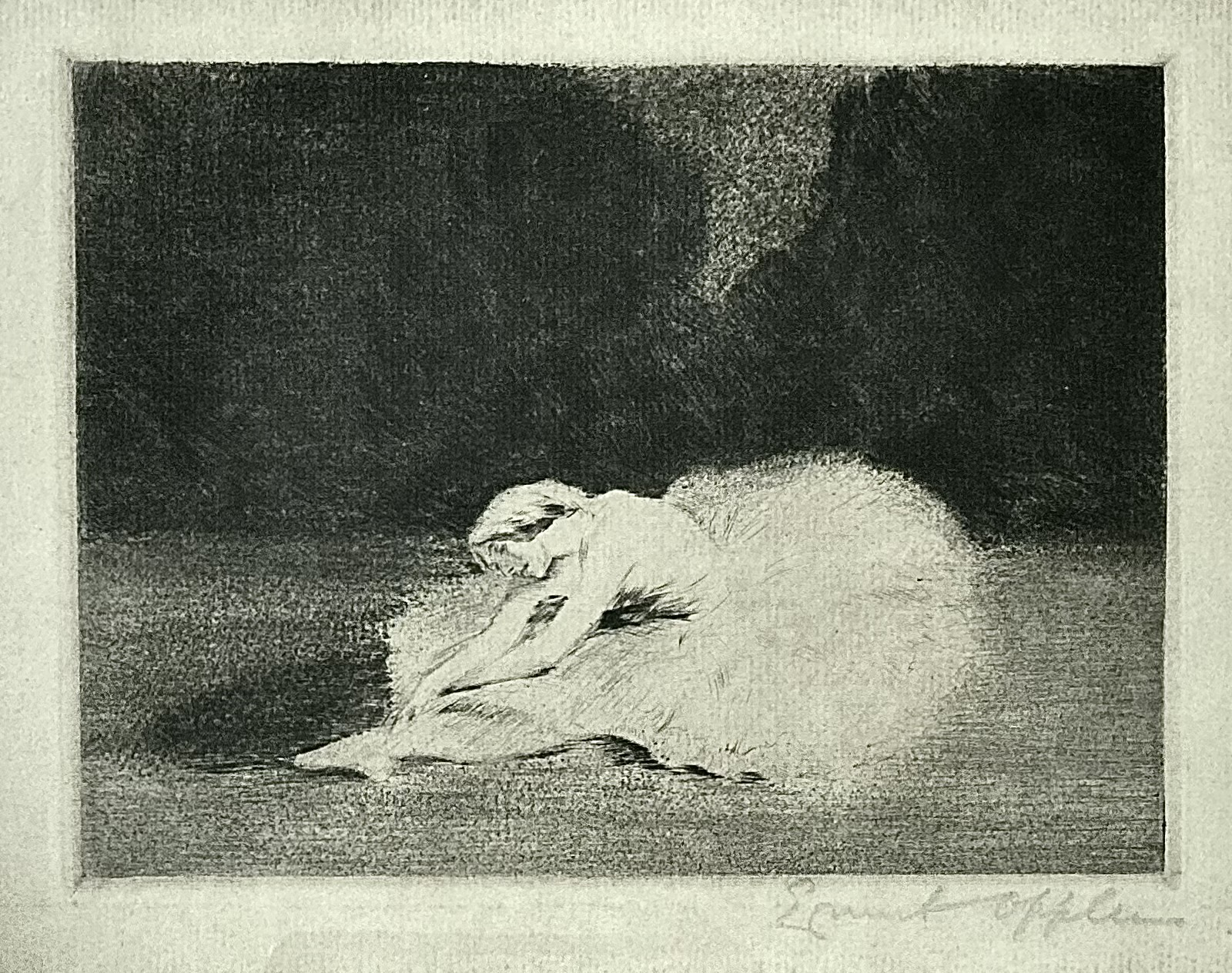
Anna Pawlowa, Sterbender Schwan im Ballett „Schwanensee“, Ernst Oppler, um 1912, Privatsammlung F.W. Wien

Gastauftritte ab 1908 in ganz Europa machten Pawlowa international bekannt. Als Sergej Djagilew 1909 Les Ballets Russes in Paris gründete, übernahmen Vaslav Nijinsky und Anna Pawlowa die führenden Rollen. Die Ballets Russes wurden zu einer der berühmtesten und erfolgreichsten Ballettkompanien ihrer Zeit.
Ab 1910 wohnte Anna Pawlowa dauerhaft in London. Bei ihren folgenden Tourneen begleiteten sie die Berliner Gesellschaftsfotografin Frieda Riess und der Zeichner Ernst Oppler. Sie war in den Zwanziger Jahren mit dem Bildhauer Hugo Lederer in Berlin befreundet und schuf in seinem Atelier und unter seiner Leitung zwei kleine, ganzfigurige Selbstporträts, die als Porzellanfiguren im Victoria and Albert Museum in London erhalten sind (Museum Nr, S. 296–1978 und Nr, S. 105–1994). Am 23. Januar 1931 starb sie während ihrer Abschiedstournee im Alter von 49 Jahren an einer Lungenentzündung in einem Zimmer des Hôtel des Indes in Den Haag. Die Urne mit ihrer Asche wurde im Golders Green Crematorium im Londoner Stadtteil Hampstead beigesetzt.

## Namensverwendung
Eine der bekanntesten Süßspeisen in Australien und Neuseeland ist die Pavlova, eine Torte aus Baisermasse. Jenes Dessert wurde ihr zu Ehren so benannt, nachdem sie 1926 und 1929 mehrfach in beiden Ländern gastiert hatte. In welchem Land das Gebäck erfunden wurde, ist umstritten. Das Oxford English Dictionary nennt Neuseeland als Ursprungsort, da dort das älteste bekannte Rezept mit diesem Namen 1927 erschien.

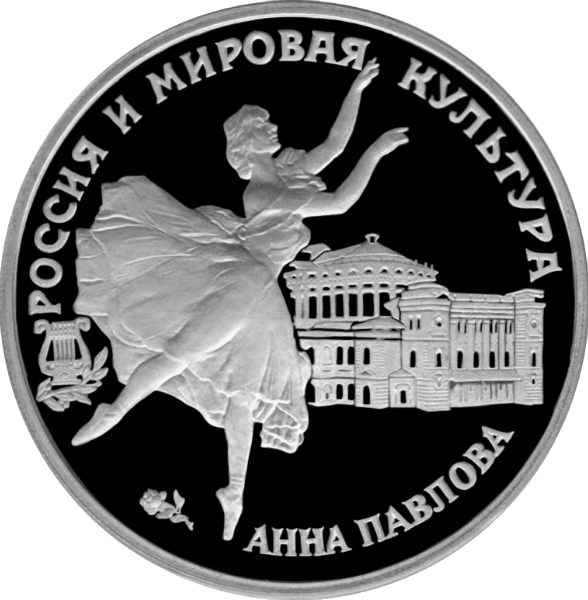
Russische Silber-Gedenkmünze von 1993

Auf einer russischen Silbermünze von 1993 ist ein Porträt Pawlowas abgebildet.
Eine McDonnell Douglas MD-11 (gebaut: 31. August 1995) der niederländischen Fluggesellschaft KLM Royal Dutch Airlines mit dem Luftfahrzeugkennzeichen PH-KCH trug ihren Namen.
Das titelgebende Eselfohlen des Romans Pawlowa oder Wie man eine Eselin um die halbe Welt schmuggelt wurde aufgrund seiner langen Beine nach Anna Pawlowa benannt.
Der Asteroid des mittleren Hauptgürtels (3055) Annapavlova ist nach ihr benannt.

## Auszeichnungen und Ehrungen
- Sie wurde am 30. Mai 1927 von König Christian X. von Dänemark mit der dänischen Verdienstmedaille Ingenio et arti ausgezeichnet.[7]
- Im Tafelservice berühmter Frauen von Vanessa Bell und Duncan Grant von 1934 ist ihr ein Teller gewidmet.

## Filme
- The Dumb Girl of Portici, Regie: Lois Weber, 1916[8]
- Anna Pawlowa – Ein Leben für den Tanz, Regie: Emil Loteanu, 1983, biografischer Spielfilm über Pawlowa